# ライオネル・ファーボス
ライオネル・ファーボス（Lionel Ferbos、1911年7月17日 - 2014年7月19日）は、アメリカ合衆国のジャズ・トランペット奏者。